# Albany (Illinois)
Pour les articles homonymes, voir Albany.
Albany est un village situé à l'ouest du comté de Whiteside, en bordure du Mississippi, dans l'Illinois, aux États-Unis,. Il est incorporé le 14 juillet 1897.

## Démographie
Lors du recensement de 2010, le village comptait une population de 891 habitants. Elle est estimée, en 2017, à 879 habitants.

### Source de la traduction
- (en) Cet article est partiellement ou en totalité issu de l’article de Wikipédia en anglais intitulé « Albany, Illinois » (voir la liste des auteurs).